# Ácido celidónico
Ácido celidónico (por vezes ácido quelidónico, ácido pirona-2,6-dicarboxílico ou ácido jervaico) é um ácido orgânico heterocíclico com um esqueleto de pirano.

## Preparação e usos
O ácido celidónico pode ser preparado em duas etapas a partir de dietil-oxalato e acetona:
O ácido celidónico é usado para a síntese de 4-pirona por via de via descarboxilação térmica.
O ácido celidónico foi descoberto em extractos de Chelidonium majus (daí o nome). O composto ocorre naturalmente em plantas da ordem Asparagales. O celidonato de potássio está ligado aos mecanismo de nictinastia em algumas plantas, tendo siso especificamente identificado como mediador no mecanismo que regula o fecho das folhas da espécie Cassia mimosoides ao anoitecer.